# Туссен де Форбен-Жансон
Туссен де Форбен-Жансон (фр. Toussaint de Forbin-Janson; 1 жовтня 1631, Ман, Прованс — 24 березня 1713, Париж) — кардинал, єпископ Бовеський (1679—1713). Походив із родини прованських маркізів де Жансон. Син маркіза Ґаспара де Жансона та Клер де Лібертат, його другої дружини. Був дядьком архієпископа Арля Жака де Форбен-Жансона. Також — кардинал де Жансон.

## Біографія
Вступив до Мальтійського ордену, якому був призначений, та покинув його заради навчання. Єпископом Діня Рафаелем де Болонь, що був його родичем, було подане прохання королю призначити де Жансона коадьютором, яке було задоволене і той був посвячений на титулярного єпископа Філадельфійського 14 травня 1656 року. У 1658 році він став ординарієм Діньської єпархії. Там вже у 1662 був переведений на марсельську кафедру, з якою було пов'язане місце у штатах Провансу і змусив Людовика XIV помітити його таланти, захищаючи королівські інтереси.
Був посланий королем з делікатною місією примирення великого герцога Тосканського Козімо III Медичі з дружиною Маргаритою-Луїзою Орлеанською, французькою принцесою. Вдале здійснення доручення заохотило Людовика відправити саме марсельського єпископа надзвичайним послом на елекційний сейм Речі Посполитої, де той відстоюючи інтереси свого короля успішно підтримував обрання польським королем Яна Собеського проти підтримуваного імператором герцога Лотаринґського. Асистент Папського трону з 2 червня 1673 року. Єпископ Бове та граф-пер Франції з 25 вересня 1679 року. Знову був відправлений послом до Польщі на підмогу маркізу де Вітрі для протидії утворенню антитурецького союзу у наступному році. Активно займався інтригами та підкупом польських посадовців, хоча, зрештою, перемогла позиція Святого Престолу і король Ян III вступив у війну з Османською імперією.

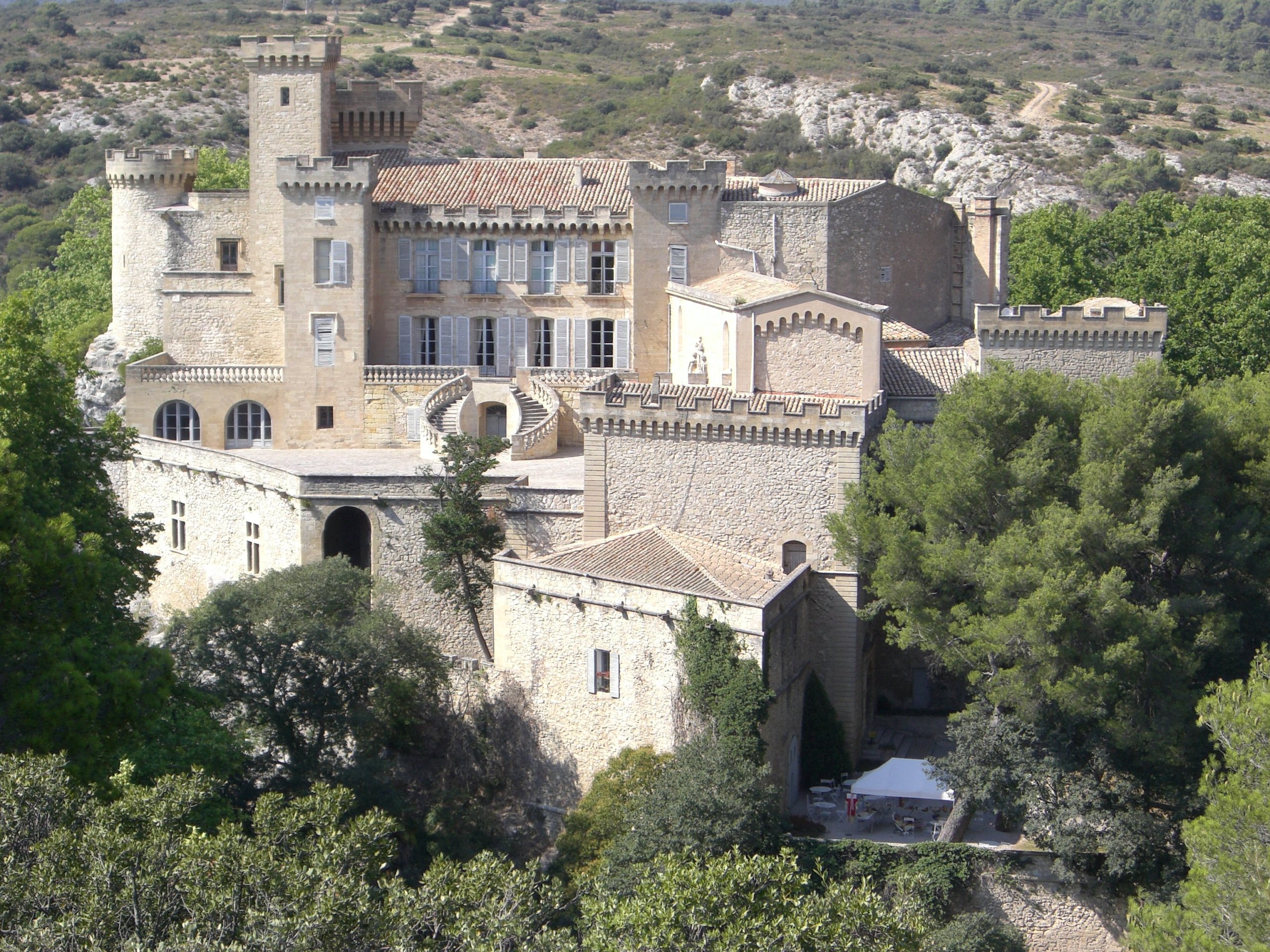
Замок Ле Барбен — осідок маркізів де Жансон у Провансі

На надзвичайних зборах французького кліру 1682 року був серед єпископів, що підписали галліканські пункти. Це призвело до протидії зі сторони папи Інокентія XI будь-яким намаганням короля домогтись для де Жансона кардинальської шапки. Та у 1689 році він став командором Ордену св. Духа й був наступного, 1690 року відправлений послом до Риму замість герцога Шольне, де на престолі Інокентія XI змінив схильніший до переговорів із Францією венеційський кардинал Оттобоні, що прийняв ім'я Олександра VIII. На другій, найчисельнішій, консисторії новообраного папи 13 лютого був призначений кардиналом-пресвітером з титулом Сант-Аньєзе-фуорі-ле-Мура. Це призначення, що мало показати готовність Олександра до переговорів та поступок у непринципових питаннях і одночасно дещо послабило вплив імператора Леопольда, призвело до незадоволення імператора, який наказав німецьким ті іспанським кардиналам не відвідувати консисторію.
Прибувши до Риму у липні, одразу ж був представлений віце-канцлером кардиналом П'єтро Оттобоні папі, який особисто одяг на нього кардинальського капелюха вже на консисторії 6 липня. Під час переговорів з папою діяв чітко згідно з королівськими інструкціями і беззастережно відстоював французьку позицію, щодо королівських прав і галліканських пунктів. Після смерті папи Олександра був присутній на конклаві, що обрав його наступника Інокентія XII. З Інокентієм кардинал де Жансон продовжив переговори, позначені тепер вимушеним пом'якшенням позиції короля Франції. Вже у кінці 1693 року ним, за участю кардинала Сезара д'Естре, був досягнутий компроміс. Того ж року Форбен Жансон став абатом in commendam Корбі та Марш'єнне. На консисторії 28 вересня 1693 року переведений на титул Сан-Каллісто. Був знову послом французької корони при Святому престолі з 1700 по 1706 роки і був присутній на конклаві 1700 року, який обрав Климента XI. Кемерленг кардинальської колегії з січня 1702 по січень 1703 року. Користуючись кардинальською привілегією повернувся у 1706 році до Мальтійського ордену, який був вимушений покинути ставши правлячим єпископом. Також, у 1706, після смерті кардинала де Куалена став великим роздавальником милостині.
Як правлячий єпископ був твердим противником квієтизму та янсенізму. Скоро після вступу на дінську кафедру засудив «Апологію казуїстів». Після переведення на бовезьку кафедру повернув політику сприяння янсенізму, яку проводив його попередник Ніколя де Бузенваль у протилежний бік. Разом з тим, Сен-Сімон писав у своїх мемуарах про його пастирську діяльність:
Louis de Rouvroy, duc de Saint-Simon (1874). Mémoires, vol. X.:

Він мав… серце чудового єпископа. Як би він не був прив'язаний до справ, скільки би він не знаходив задоволення у світі, де він був загально поважаний і де мав багато друзів, через свої заслуги, скільки би милостей, скільки відзнак він не отримував би завжди при дворі, йому так не подобалось ніде, як у його діоцезі, де його надзвичайно поважали, можна навіть сказати — обожнювали. Головним чином бідняки усіх станів, яким він подавав щедрі милостині.
Оригінальний текст (фр.)
Il avait...le cœur d'un excellent évêque...Quelque accoutumé qu'il fût aux affaires, quelques agréments qu'il trouvât dans le monde, où il était universellement honoré et où il avait beaucoup d'amis, parce qu'il en méritait, quelques faveurs, quelques distinctions qu'il trouvât toujours à la cour, il ne se plaisait nulle part tant que dans son diocèse, où il était singulièrement respecté, et il se peut dire adoré, surtout des pauvres de tous les états à qui il faisait de grandes aumônes.

Помер 24 березня 1713 року найстарішим серед французьких єпископів і був похований соборі Сан-П'єр міста Бове. Могилу кардинала прикрашає надгробок роботи братів Кусту, який був закінчений у 1738 році.